# Вулиця Олеся Гончара (Київ)
Ву́лиця Оле́ся Гончара́ — вулиця в Шевченківському районі міста Києва, місцевість Старий Київ. Пролягає від Великої Житомирської вулиці до Галицької площі та Дмитрівської вулиці.
Прилучаються вулиці Стрітенська, Рейтарська, Ярославів Вал, Михайла Коцюбинського, Чеховський провулок, Богдана Хмельницького, Гоголівська та Олександра Кониського.

## Історія
Вперше згадується у 1834—1836 роках під назвою Володимирська вулиця, на той час пролягала між сучасними вулицями Великою Житомирською та Рейтарською. У 1840-х — першій половині 1850-х років набула назву Мала Володимирська (Маловолодимирська) вулиця, на відміну від сучасної Володимирської вулиці. У 1850-х роках вулицю було продовжено через яр, що тривалий час був місцем звалища побутових відходів (цим спричинена виняткова повільність забудови вулиці, аж до кінця XIX століття). У 1871 році вулиця так і залишалася не замощеною до кінця. Оскільки вона різко спускалася вниз, за декілька років від стоку води посеред неї утворився яр.
Назву Столипінська вулиця отримала 1911 року, на честь російського політичного діяча Петра Столипіна, який після смертельного поранення помер у клініці, розташованій на цій вулиці. З 1919 року — вулиця Гершуні, на честь російського революціонера есера Григорія Гершуні.
З 1937 року —  вулиця Ладо Кецховелі, на честь російського революціонера більшовика Ладо Кецховелі. Назву вулиця Чкалова, на честь радянського льотчика Валерія Чкалова вулиця набула 1939 року, підтверджена 1944 року.
Під час німецької окупації міста у 1942—1943 роках мала назву вулиця Антоновича, на честь українського історика, професора Київського університету святого Володимира Володимира Антоновича.
Сучасна назва — на честь українського письменника, громадського і культурного діяча Олеся Гончара — з 1996 року.
Вулиця Олеся Гончара розташована у буферній зоні Софії Київської. Однак 2008 року тут розпочали незаконне зведення ЖК «Фреско Софія». Боротьба активістів проти забудови тривала одинадцять років, поки 2019 року Верховний Суд остаточно не заборонив будівництво на охоронній ділянці.
23 червня 2023 року демонтували пам'ятник радянській диверсантці Зої Космодем'янській.

## Установи та заклади
- № 33-А — Музей шістдесятництва, Український малий драматичний театр
- № 43-В — Інститут трансформації суспільства
- № 52 — видавництво Національної спілки письменників України «Український письменник». У житловому будинку більшість квартир належать членам НСПУ[12]
- № 55-А — Міністерство з питань надзвичайних ситуацій та у справах захисту населення від наслідків Чорнобильської катастрофи
- № 55-Б — Інститут геологічних наук НАН України
- № 96 — супермаркет «Сільпо»

## Будівлі, що мають історичну цінність, пам'ятки архітектури
- № 33 — колишня клініка Качковського (пам'ятка архітектури, початок XX століття)
- № 43 — в цьому будинку проживала видатна польська актриса і режисерка, засновниця Польського театру «Студія» Станіслава Висоцька, разом з чоловіком, відомим київським лікарем Гжегожем Станіславським, і донькою Яніною Висоцькою-Охлевською, в майбутньому знаною польською клавесиністкою.
- № 43-В — кінець XIX — початок XX століття.
- № 55-А та 55-Б — відповідно колишні Вищі жіночі курси та Київське відділення Російського технічного т-ва (пам'ятка архітектури, 1911—1913, архітектор — Олександр Кобелєв)
- № 30-А, № 30-Б, № 30-В — садиба, в якій у 1912—1913 роках проживали Бовваненко Д. Є., Радзімовська В. В., Яновська Л. О.[13].
- № 60 — колишній прибутковий будинок (пам'ятка архітектури, початок XX століття).
- № 71 — житловий будинок Осипа Родіна, зведений двоповерховим за авторським проєктом архітектора Володимира Ніколаєва у 1882 році. Згодом добудували третій поверх[14].
- № 74 (пам'ятка архітектури, 1910—1911, архітектор — Павло Альошин).

а також будинки № 8, 13, 15, 18, 20, 25, 25а, 24, 30, 32, 36, 38, 40, 42, 44, 50, 57, 65, 67, 75, 86-А, 88, 88-Б, 90/92.

## Особистості
У будинку № 12 мешкали народний художник УРСР, скульптор Олексій Олійник, архітектор Микола Іванченко, в будинку № 41А — історик-славіст, джерелознавець та археограф Павло Сохань, у будинку № 44 — професор-славіст Микола Грунський, у будинку № 47-А — народний артист УРСР, диригент Микола Тараканов.
У кварталі між вулицею Ярославів Вал та Чеховським провулком знаходилася садиба, яка належала історику Олександр Лазаревському за адресою Мала Володимирівська, 34. Будиночок мав би зберегтися. Як згадував Гліб Лазаревський: "Сірий цей будиночок під № 34 зберігся до останнього часу [станом на 1943 р.], тільки з двох помешкань перероблено тепер чотири, вхід зроблено посередині, а не з правого боку, як було, і знято балкон над цим входом".
У жовтні 1911 року у клініці Маковського (буд. № 33) помер смертельно поранений прем'єр-міністр Петро Столипін.

## Зображення

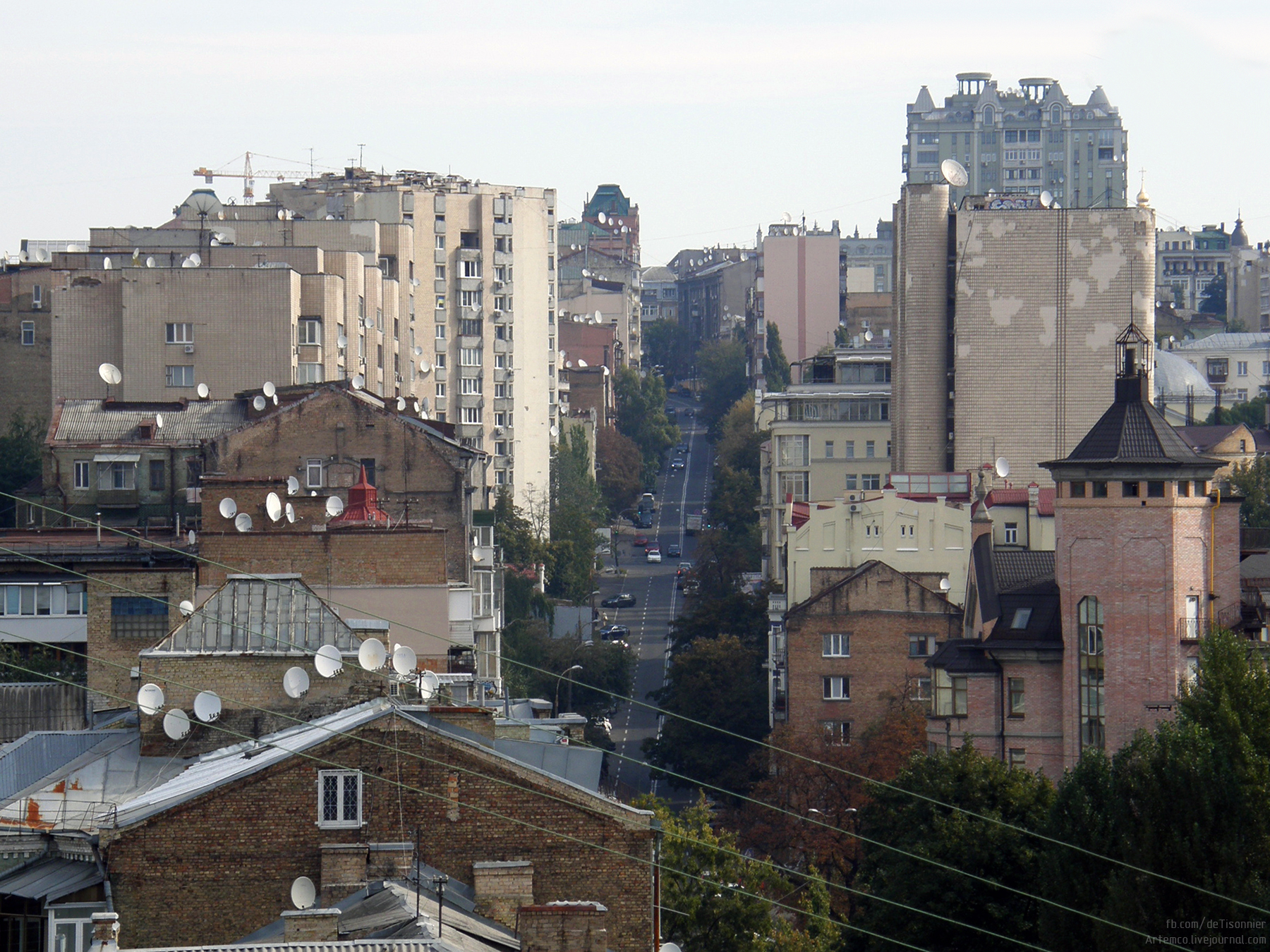
Вулиця Олеся Гончара
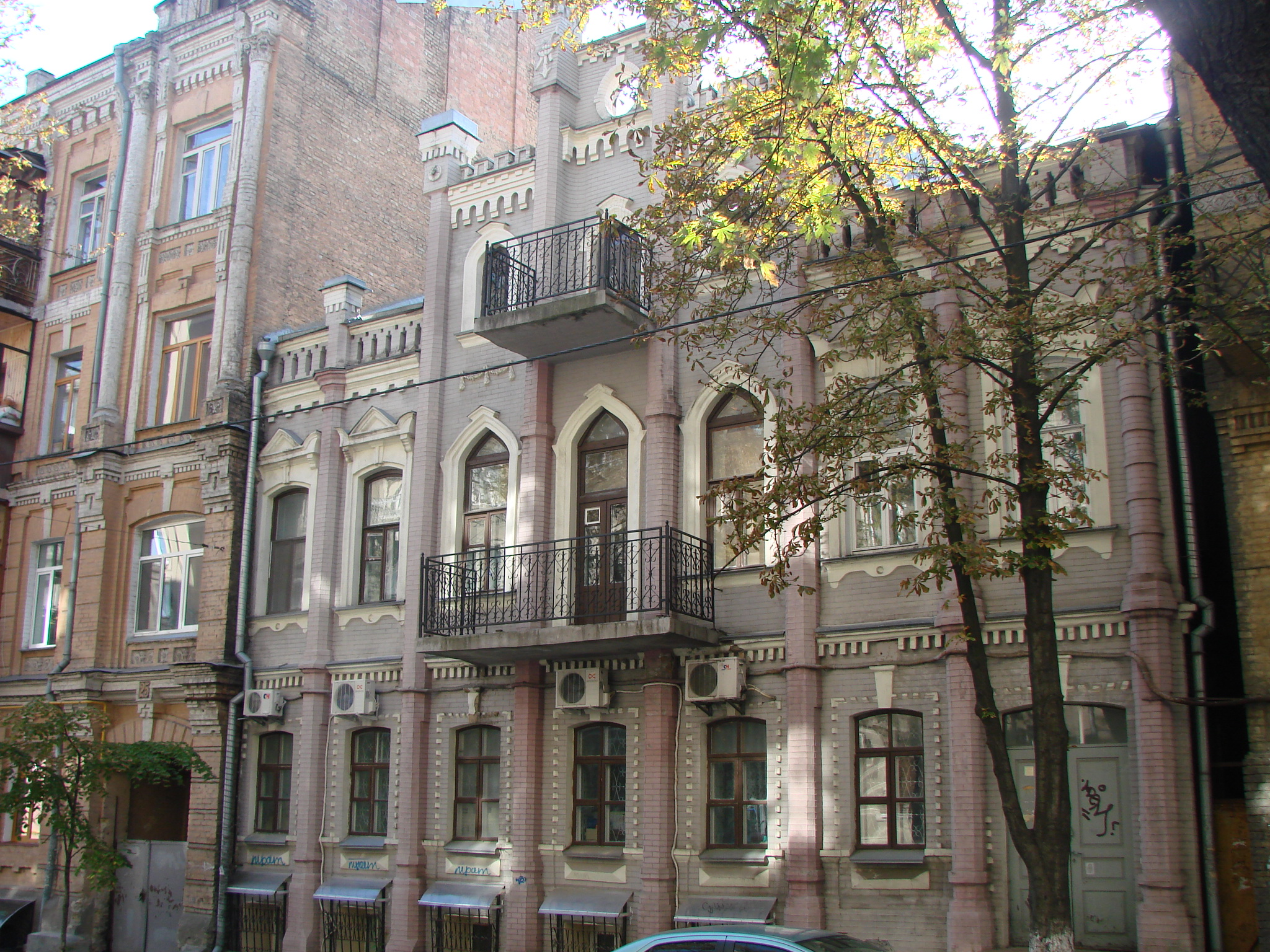
Будинок № 25-А
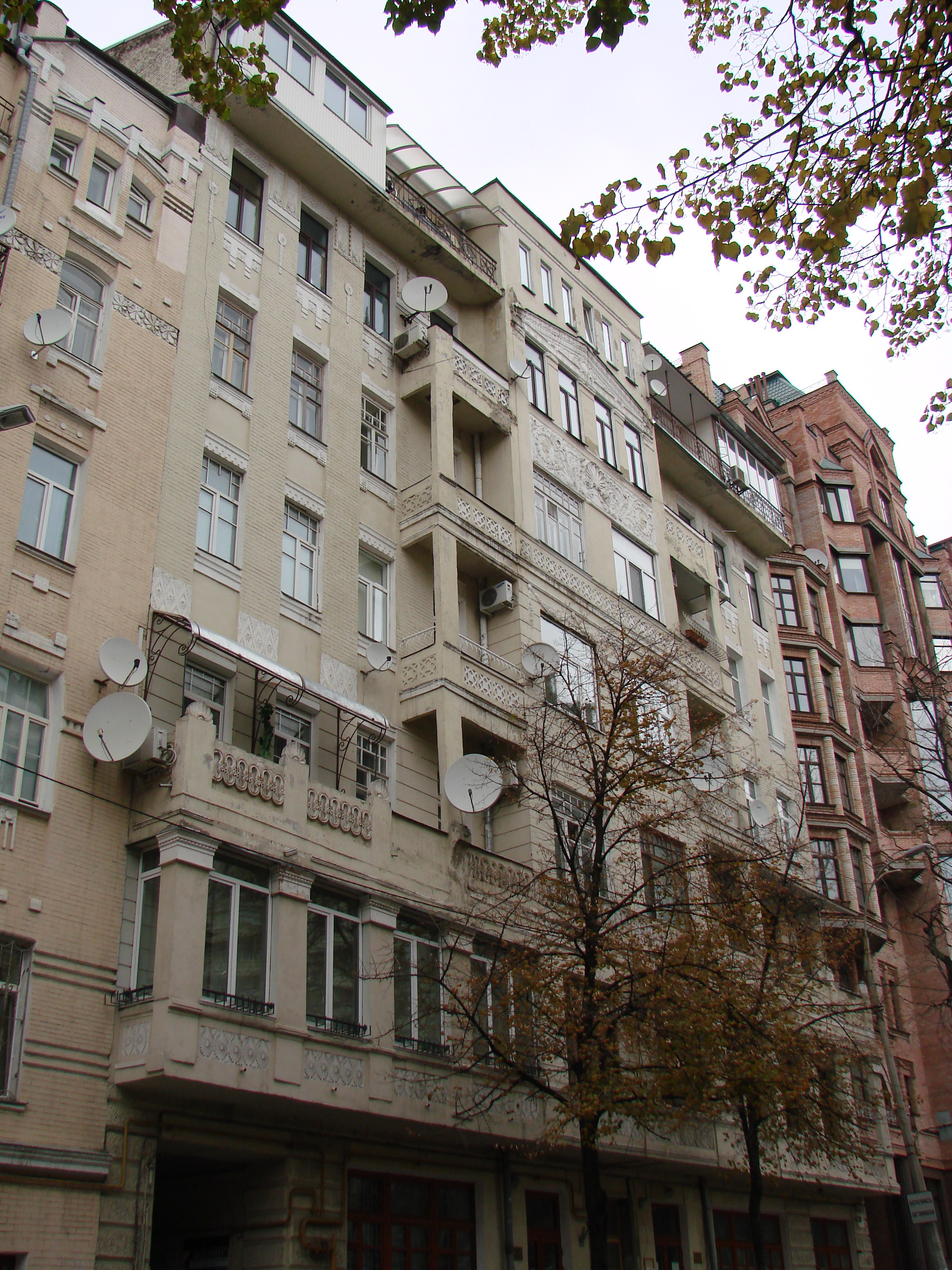
Будинок № 30-А
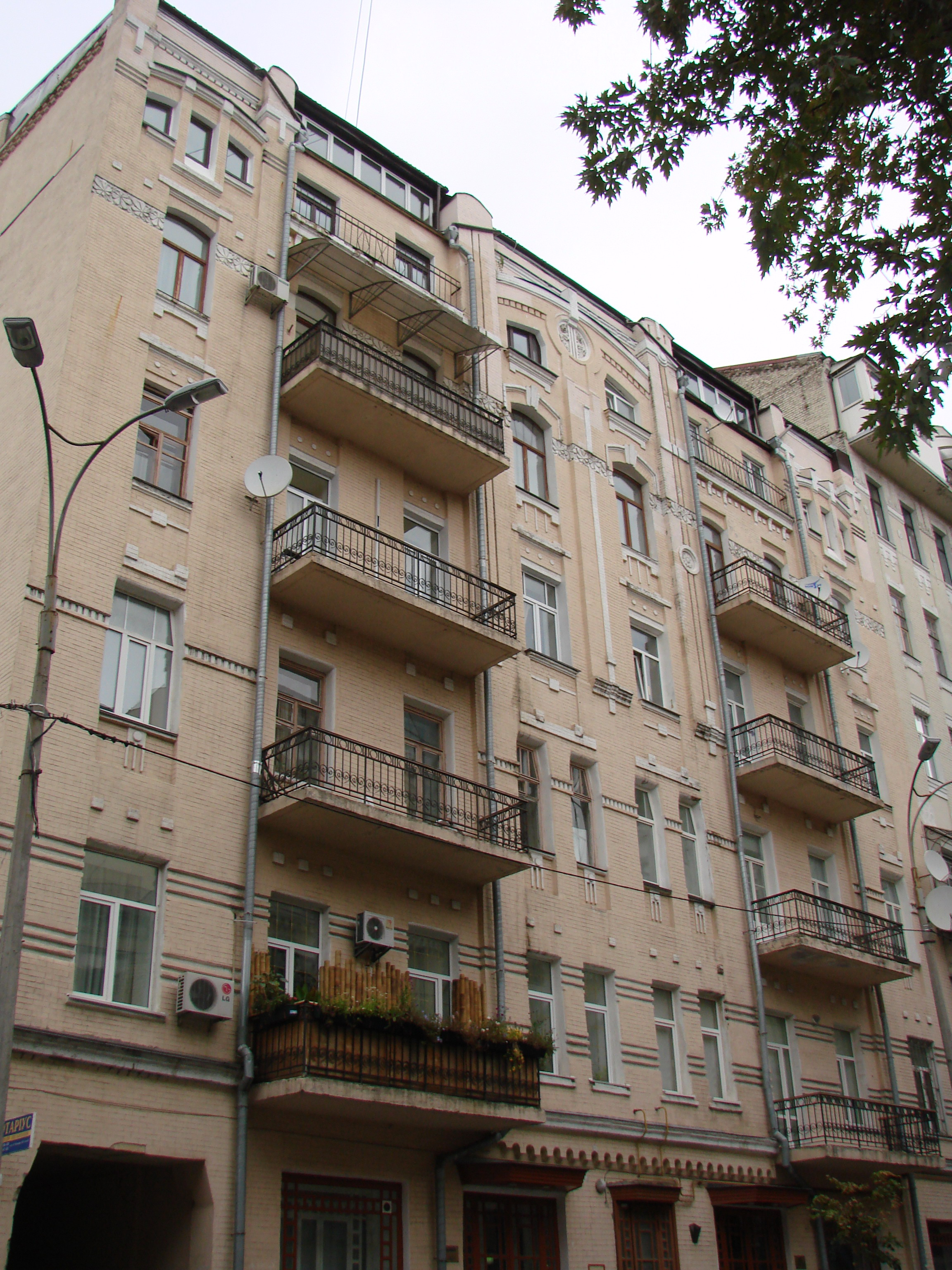
Будинок № 32
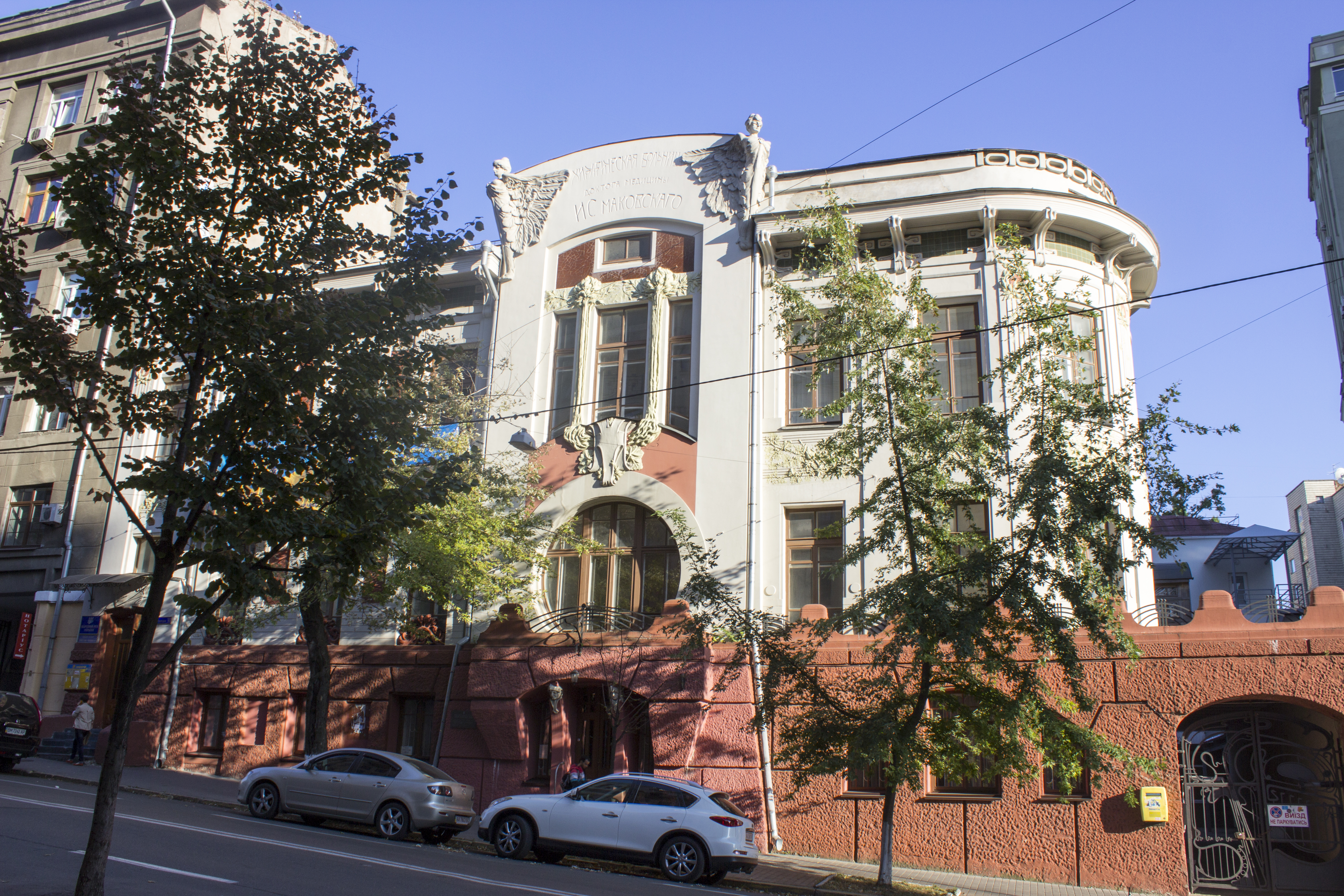
Будинок № 33
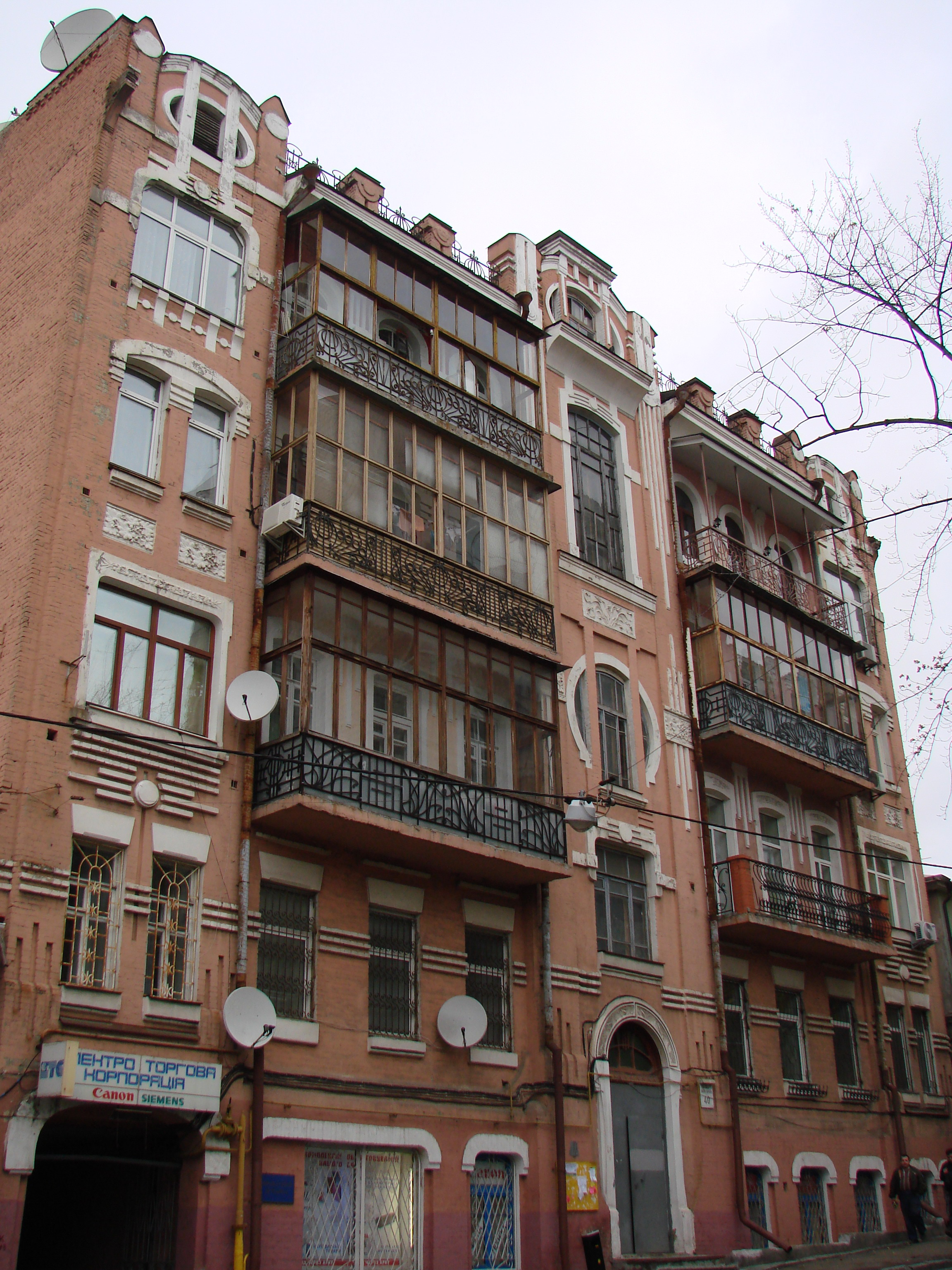
Будинок № 40
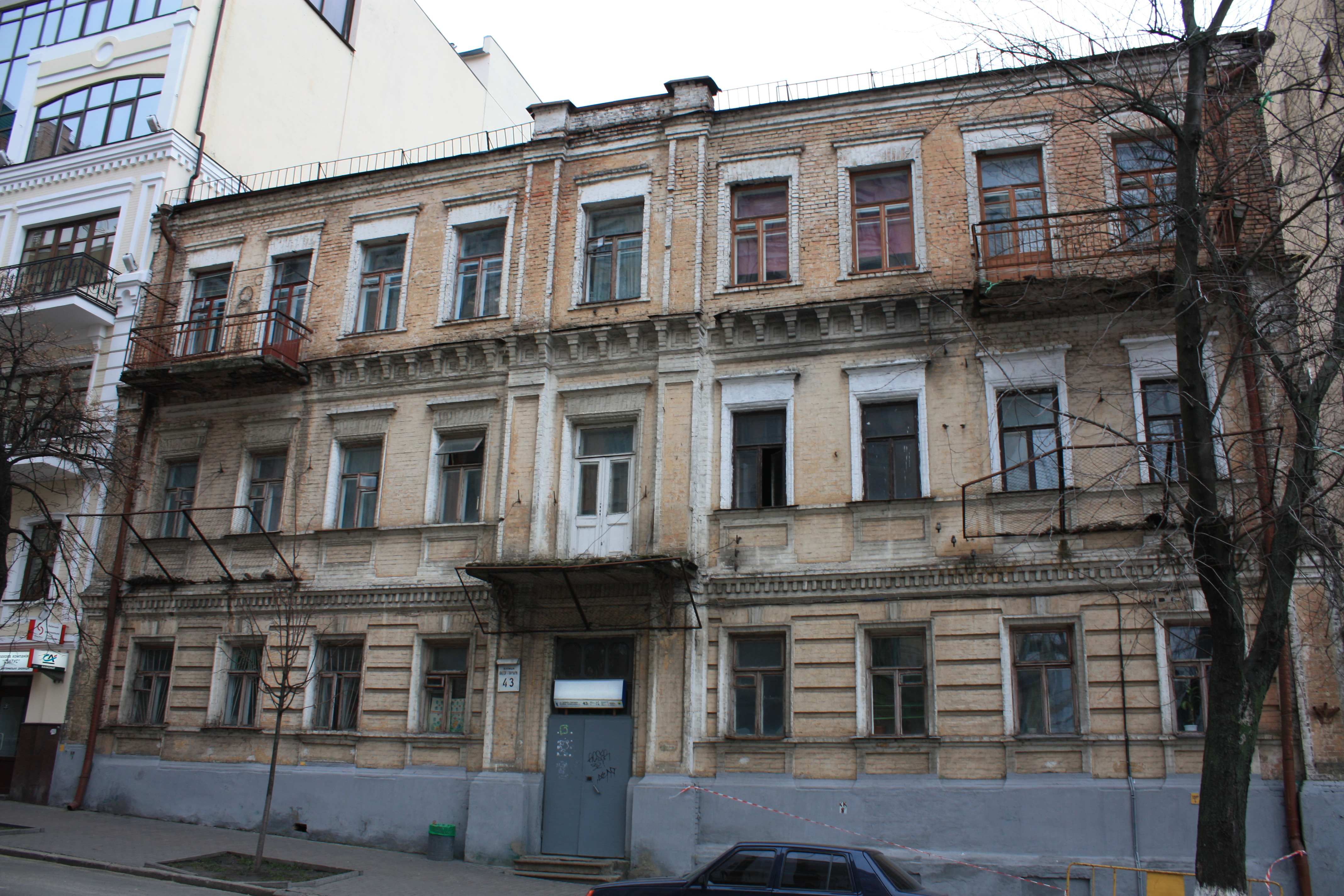
Будинок № 43
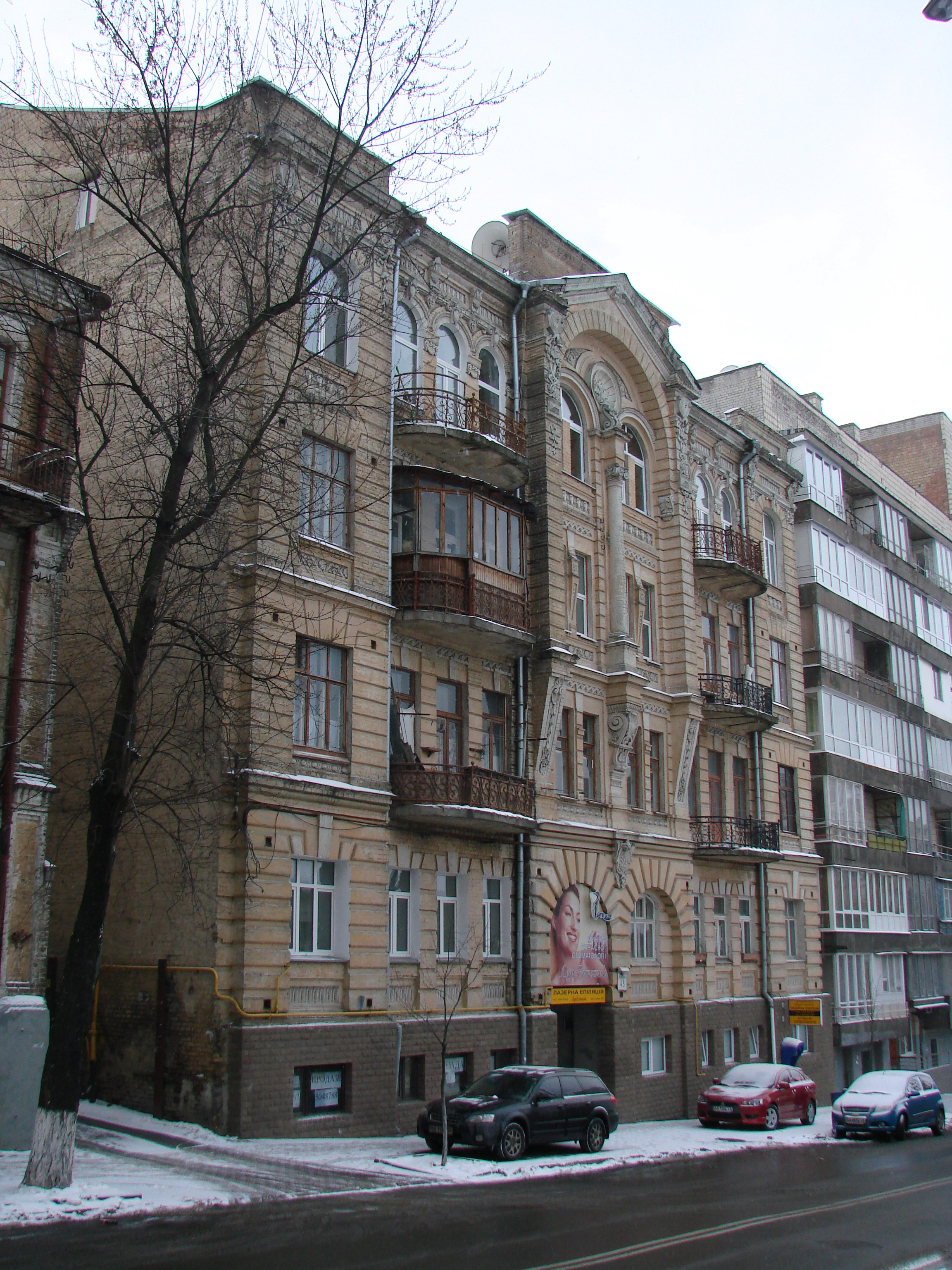
Будинок № 45
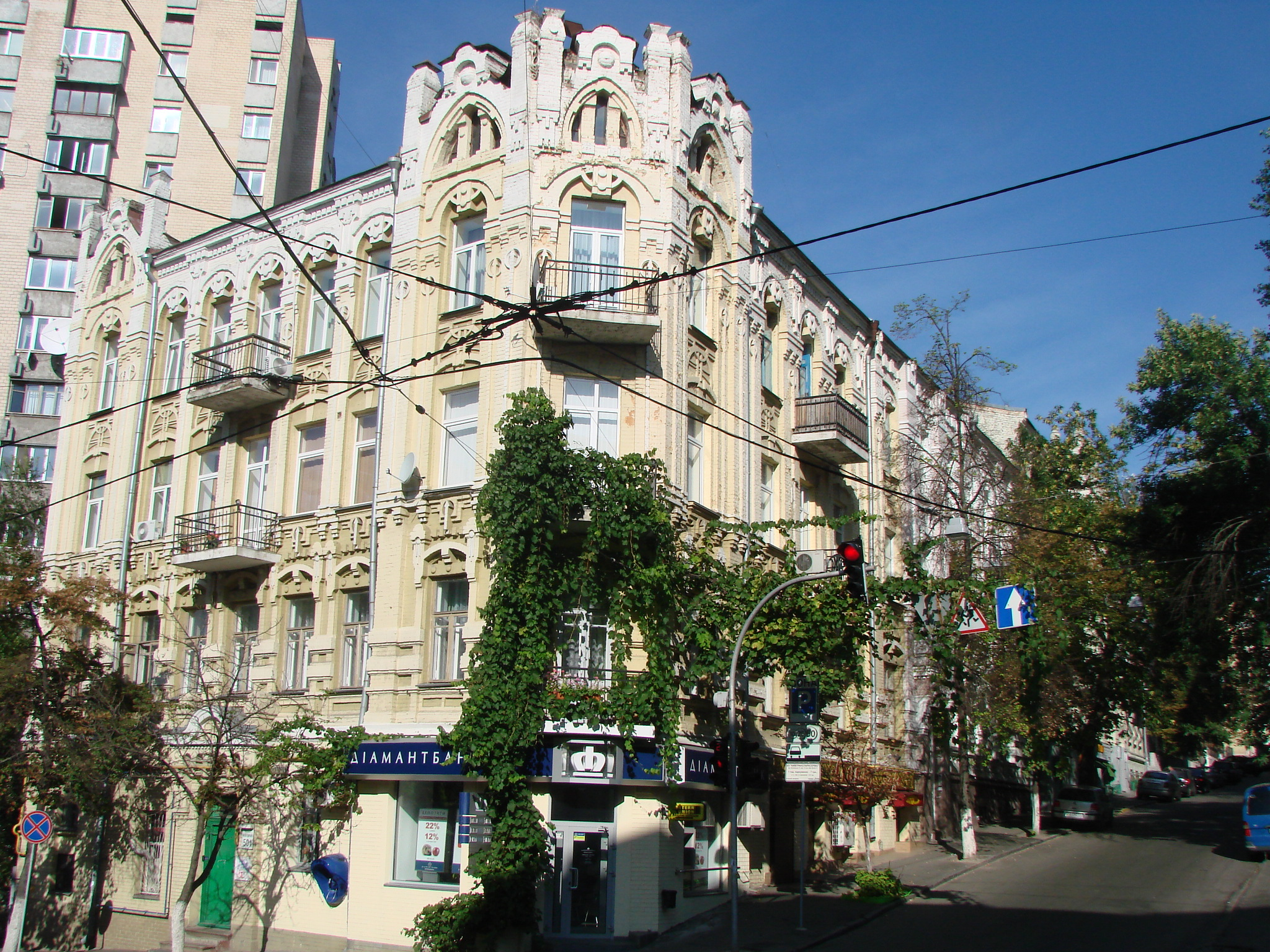
Будинок № 50/1
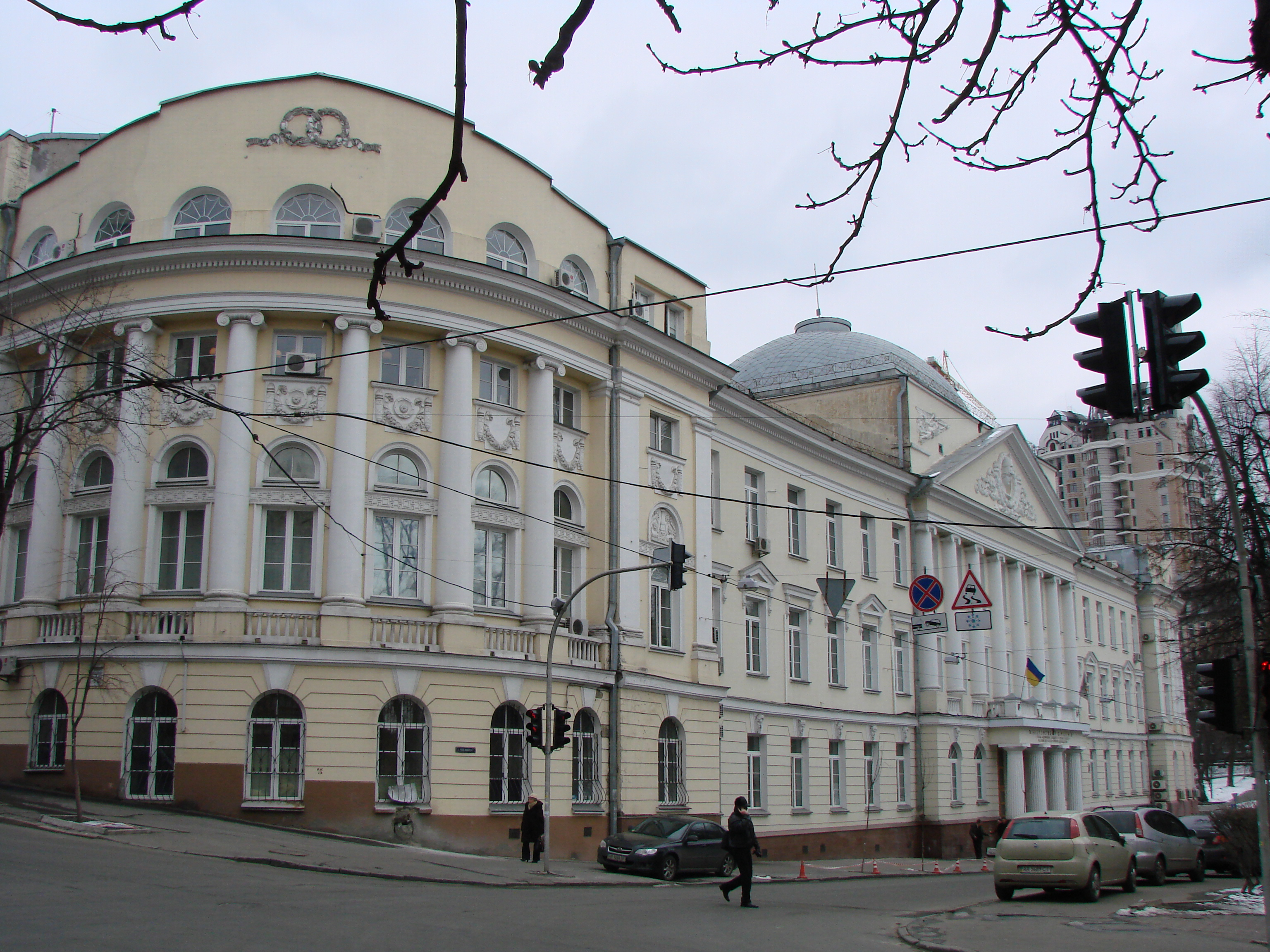
Будинок № 55-А
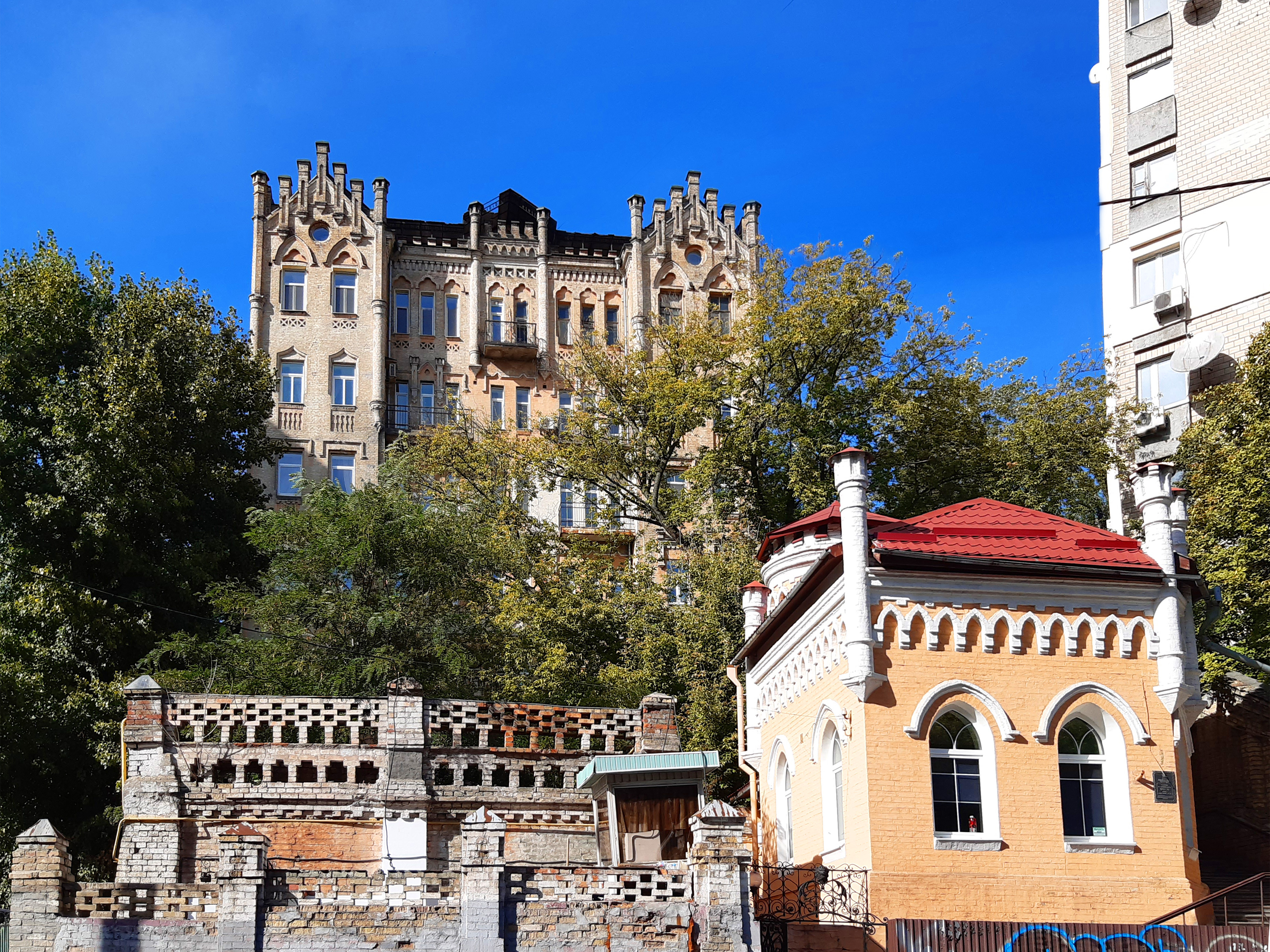
Будинок № 60
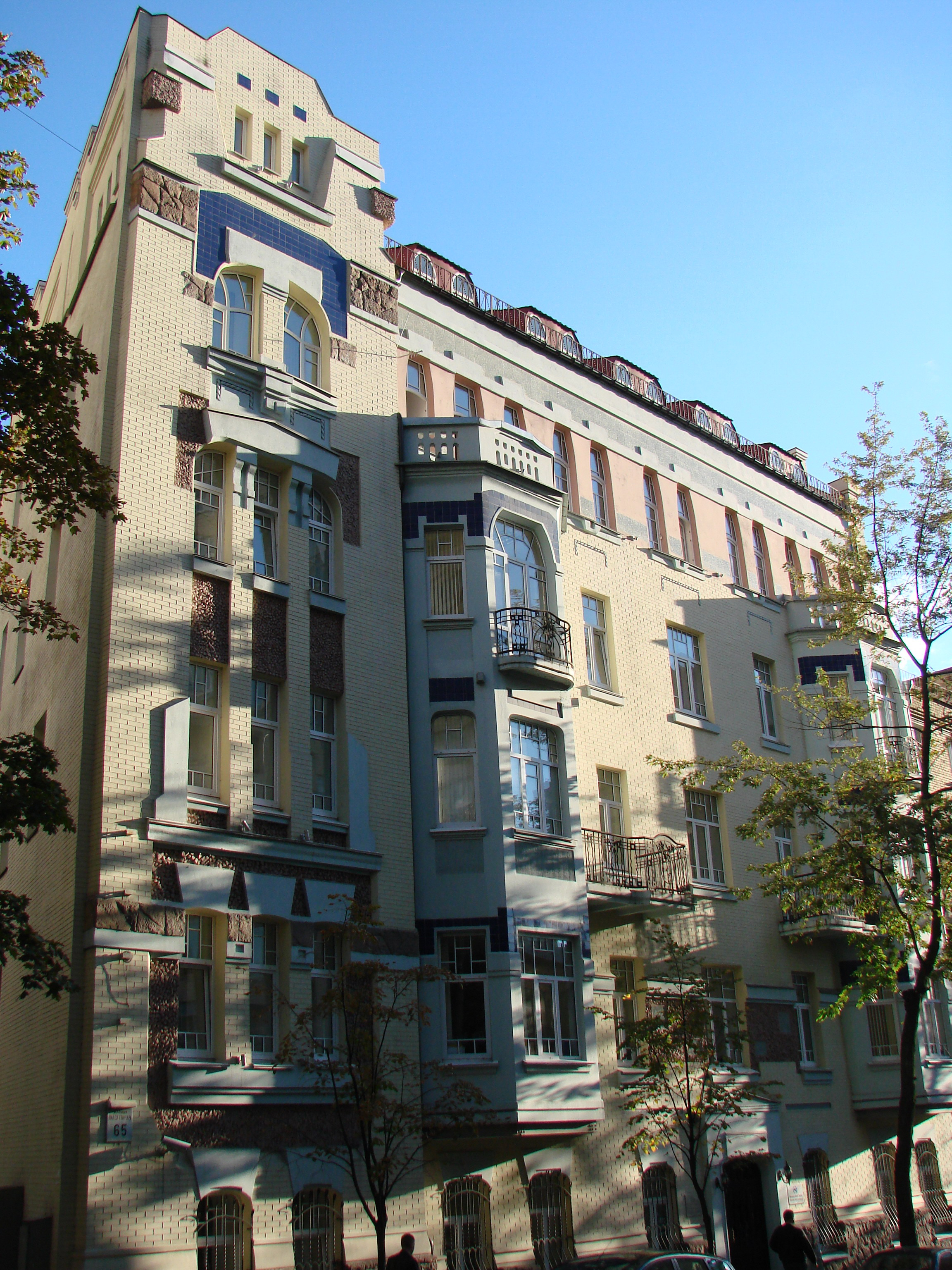
Будинок № 65
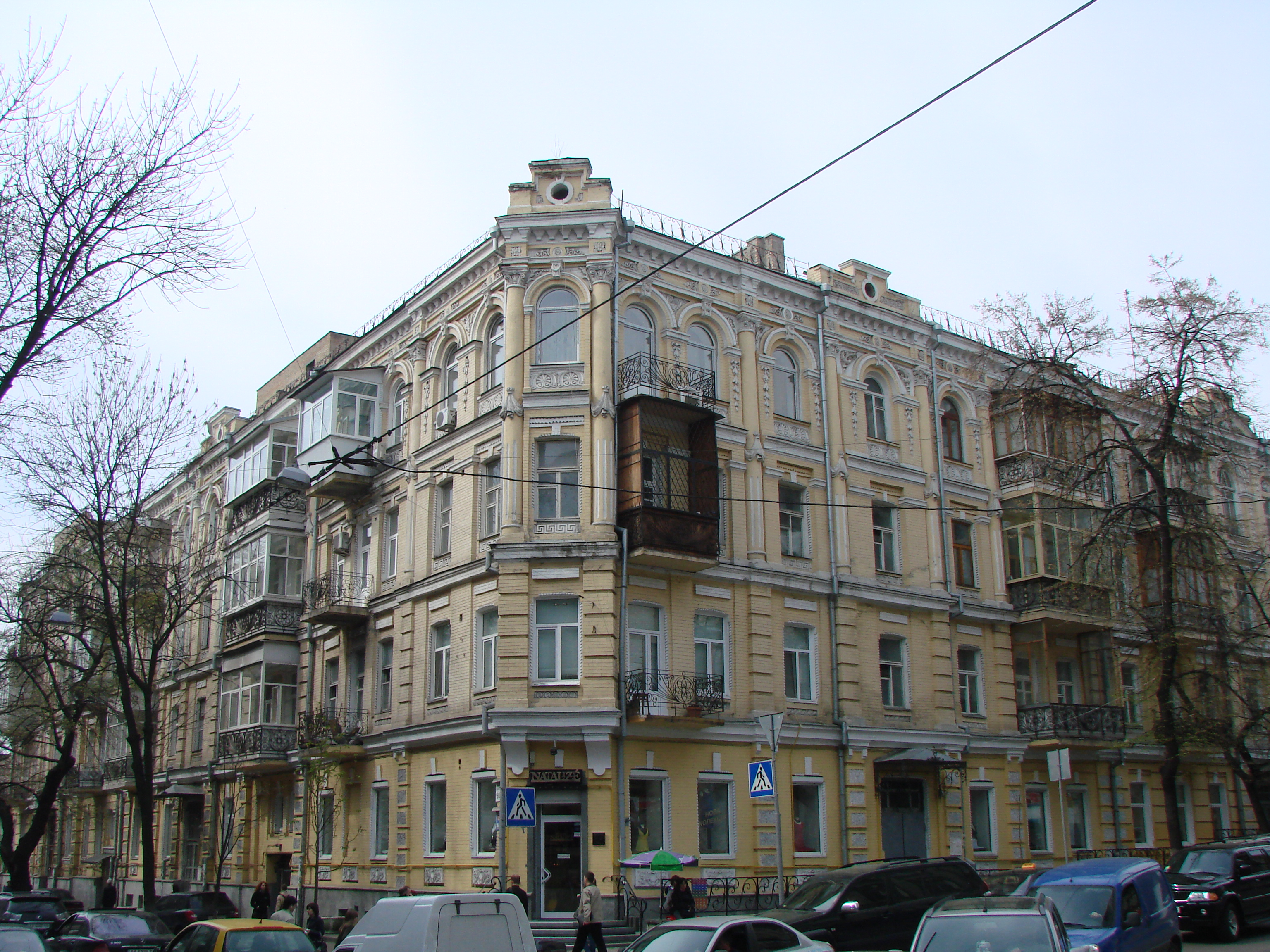
Будинок № 90/92